# Listen to Your Heart (D.H.T.)
Listen to Your Heart è l'album di debutto del duo dance-trance belga D.H.T., pubblicato il 18 luglio 2005.

## Il disco
L'album prende il titolo dall'omonima Listen to Your Heart, canzone del gruppo pop svedese Roxette, della quale sono presenti due cover nella tracklist (la prima già precedentemente pubblicata come singolo). Oltre a Listen to Your Heart, l'album si compone di altre quattro cover e di sei brani originali.
Da quest'album sono stati estratti quattro singoli, due dei quali prima della pubblicazione dell'album. Appare inoltre un brano, Sun, che verrà pubblicato come singolo più avanti, in una versione differente e col titolo cambiato in Sun "teuduh-duh-te-te".
Tutte le tracce vennero pubblicate in versione remixata nell'album successivo, Listen to Your Heart - Dance, e, con l'eccezione di Depressed, anche in versione acustica nel terzo album Listen to Your Heart - Unplugged.

## Tracce
Testi e musiche di Edmée Daenen e Flor Theeuwes, tranne dove indicato.
1. Listen to Your Heart (Furious F Radio Mix) (Per Gessle, Mats Persson) (Roxette cover) – 3:48
2. I Go Crazy (Paul Davis) – 3:44
3. At Seventeen (Janis Ian) – 4:08
4. I Miss You – 3:52
5. Someone – 3:13
6. Driver's Seat (Paul Roberts) (Sniff 'n' the Tears cover) – 2:51
7. I Can't Be Your Friend (Brad Crisler, Rodney Clawson) (Rushlow cover) – 4:08
8. My Dream – 3:54
9. Sun – 3:09
10. Why – 3:20
11. Depressed – 5:32
12. Listen to Your Heart (Edmée's Unplugged Vocal Edit) (Gessle, Persson) (Roxette cover) – 4:28

## Formazione
- Edmée Daenen – voce
- Flor Theeuwes – pianoforte, tastiere, programmazione, cori

Altri musicisti
- Marc Cortens – chitarra
- Karl Stroobants – violino
- Giuseppe D. – drum machine, programmazione